# Звеничів
Зве́ничів — село в Україні, у Ріпкинській селищній громаді Чернігівського району Чернігівської області. Населення становить 192 осіб. До 2020 орган місцевого самоврядування — Великовіська сільська рада. 
Відстань до центру громади становить близько 23 км і проходить автошляхом E95.

## Історія
Село входило до складу Роїської сотні Чернігівського полку Гетьманщини до 1781 року. За 2,3 км від східної околиці села розташоване Звеничівське городище.
22 лютого 1921 року отаман Галака  роззброїв без жодного пострілу у Звеничеві червоноармійський загон
12 червня 2020 року, відповідно до розпорядження Кабінету Міністрів України № 730-р «Про визначення адміністративних центрів та затвердження територій територіальних громад Чернігівської області», увійшло до складу Ріпкинської селищної громади.
19 липня 2020 року, в результаті адміністративно - територіальної реформи та ліквідації Ріпкинського району, село увійшло до складу Чернігівського району Чернігівської області.

## Населення

### Мова
Розподіл населення за рідною мовою за даними перепису 2001 року:
| Мова       | Кількість | Відсоток |
| ---------- | --------- | -------- |
| українська | 189       | 98.44%   |
| російська  | 3         | 1.56%    |
| Усього     | 192       | 100%     |

## Видатні земляки
- Кужільний Іван Дмитрович (1946) — журналіст, член Спілки журналістів України.